# Metacordyceps liangshanensis
Metacordyceps liangshanensis är en svampart som först beskrevs av M. Zang, D. Liu & R. Hu, och fick sitt nu gällande namn av G.H. Sung, J.M. Sung, Hywel-Jones & Spatafora 2007. Metacordyceps liangshanensis ingår i släktet Metacordyceps och familjen Clavicipitaceae.   Inga underarter finns listade i Catalogue of Life.